# Departamento de Tintane
Tintane es un departamento de la región de Hodh el Gharbi, en Mauritania. En marzo de 2013 presentaba una población censada de 97 169 habitantes. Está formado por las siguientes comunas, que se muestran asimismo con población de marzo de 2013:
- Aïn Farba 11,728
- Aweinatt Thall 11,618
- Devaa 10,668
- Egharghar 9,247
- Hassi Abdallah 3,779
- Lehreijat 13,915
- Tintane 21,736
- Touil 14,478[1]